# Hermenegildo Víctor Ugarte

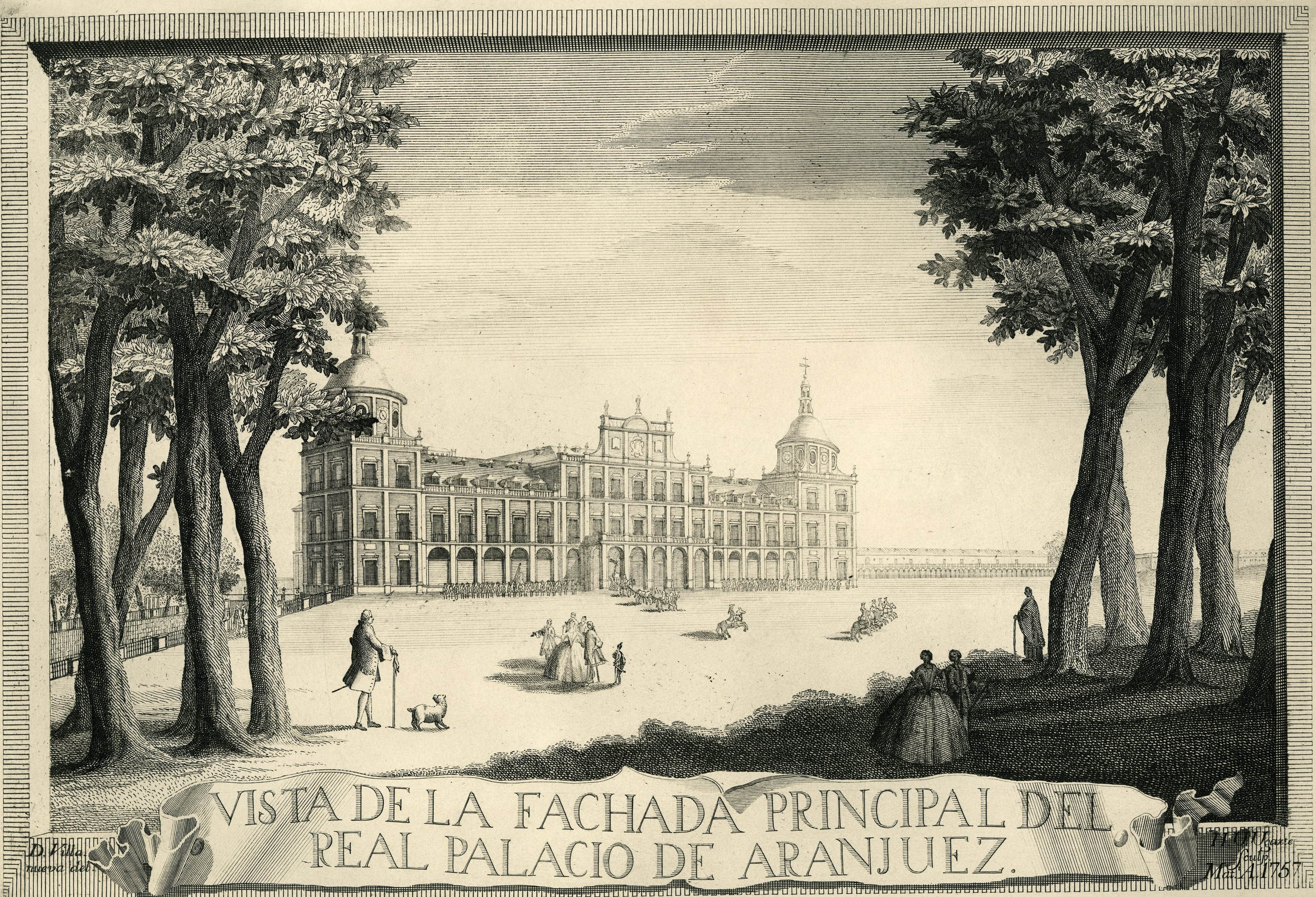
Vista de la fachada principal del Real Palacio de Aranjuez. Talla dulce firmada D. Villa /nueva del.// H. U. Ugarte / sculp./Mat^{t} A. 1757. Real Academia de Bellas Artes de San Fernando.

Hermenegildo Víctor Ugarte y Gascón, nacido en Madrid en 1735, fue un calcógrafo español activo de 1753 a 1768, discípulo de la Real Academia de Bellas Artes de San Fernando.

## Biografía
En agosto de 1753, con Juan Minguet y José Murguía, fue uno de los tres alumnos elegidos por Juan Bernabé Palomino como director de la recién creada sección de grabado de la Real Academia de Bellas Artes de San Fernando para seguir sus enseñanzas, aunque las clases habían de impartirse todavía en casa del maestro. En sus años de formación destacó como autor de dibujos y grabados de arquitectura por los que obtuvo el reconocimiento de los académicos. Por un dibujo a lápiz negro sobre papel verjurado de la planta y alzado de un palacio con columnas dóricas y balcón sobre ellas, mereció el segundo premio de tercera clase en la prueba de repente del concurso general convocado por la Real Academia de Bellas Artes de San Fernando en 1756, donde aún se conserva, y en el mes de julio obtuvo el premio extraordinario al alumno más aventajado en el manejo del buril por el grabado de la fachada de la Cárcel de Corte, dibujada por él mismo. Además, el 16 de noviembre del mismo año, en la junta ordinaria, el viceprotector presentó «una estampa que representa geométricamente el Puente de Toledo en grande y en pequeño, grabado en cobre», en sección longitudinal con dos detalles del alzado de la que era autor Ugarte, aplaudida por el «primor de su ejecución», por la que acordó dársele una gratificación. La junta propuso, a la vista de ella, que se abriesen otras láminas del mismo tenor para formar con ellas una colección, lo que daría lugar a la serie de «vistas para la óptica de varios edificios de España hechas por la Academia Matritense».

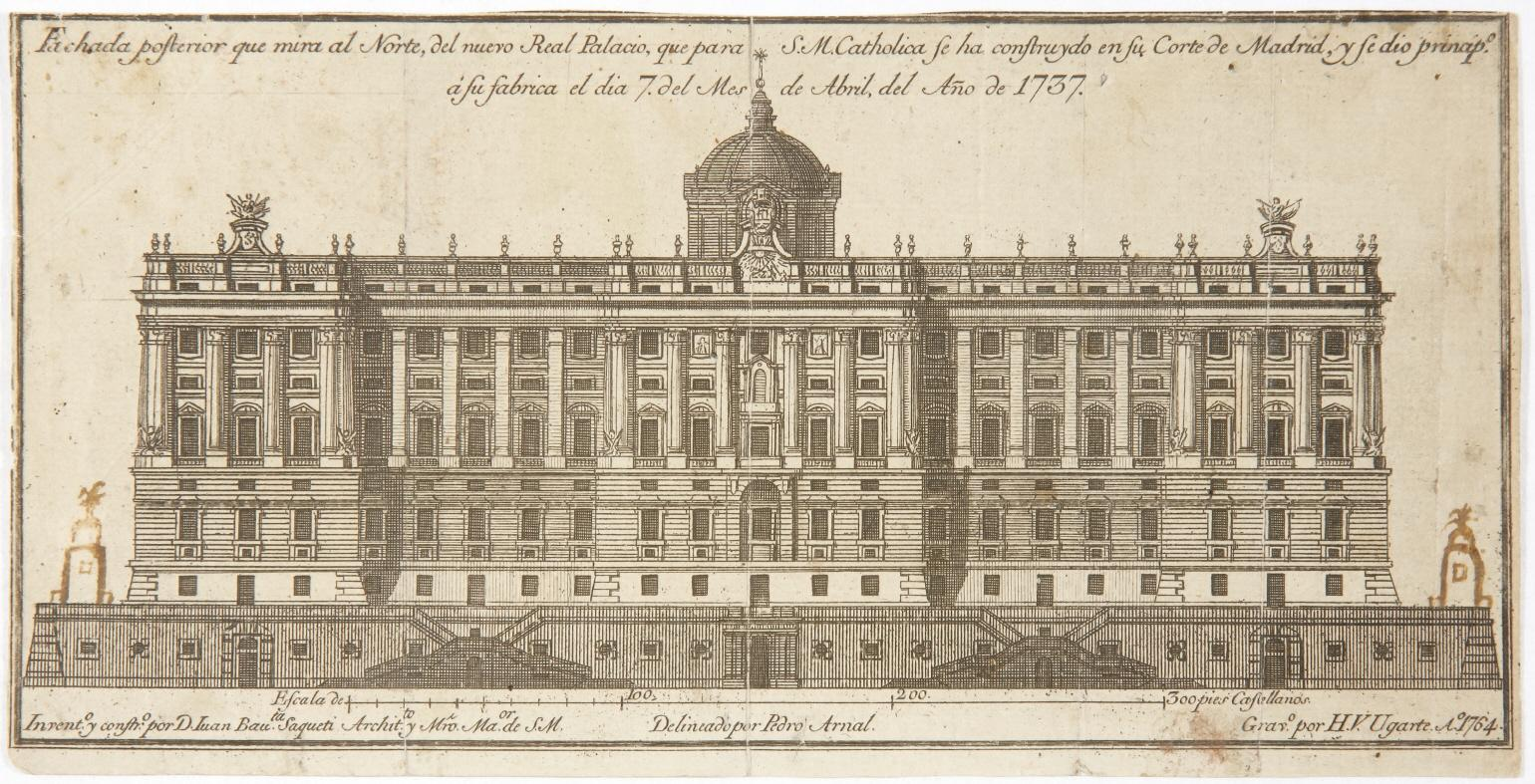
Fachada posterior que mira al Norte, del nuevo Real Palacio, que para S. M. Catholica se ha construido en su Corte de Madrid, 1764. Buril de Hermenegildo Víctor Ugarte por dibujo de Juan Pedro Arnal. Museo de Historia de Madrid.

Fruto de ese interés, en el que estuvo presente la posible utilización para ser vistas de modernas máquinas ópticas capaces de crear una mayor ilusión de realidad, fue la serie de Vistas de Madrid, Aranjuez y Segovia dibujadas por Diego de Villanueva, director de arquitectura de la academia, grabadas entre 1757 y 1758 por los citados tres primeros pensionados, Minguet, Murguía y Ugarte, quien se ocupó de la Vista del acueducto de Segovia desde el convento de San Francisco y de la Vista de la fachada principal del Real Palacio de Aranjuez, además de la del nuevo Real Convento de la Visitación de Madrid, vulgo las Salesas abierta por dibujo propio, la única de la serie en la que no participó Villanueva y de una concepción arquitectónica notablemente más moderna. Otro tanto cabría decir del único buril de fecha posterior que se le conoce en este género, el de la Fachada posterior que mira al Norte, del nuevo Real Palacio, que para S. M. Catholica se ha construido en su Corte de Madrid, grabado en 1764 por dibujo de Juan Pedro Arnal.
Paralelamente y con los mismos fines didácticos y divulgativos, la academia se propuso crear una serie de «héroes de la nación» y otra de reyes de España, como refleja el acta de la junta ordinaria del 29 de marzo de 1759. Para la primera serie Ugarte grabó el autorretrato de Antonio Palomino, firmado en 1759 haciendo constar en él la condición de pensionado de la academia. Para la segunda se le encomendaron los de Carlos II y Fernando VI, ambos retratos de busto enmarcados en óvalo y fechados en 1761, de los que se conservan las planchas en la Calcografía Nacional.
Fuera de estos trabajos académicos se pierden las noticias biográficas y son muy escasas las obras firmadas, ahora principalmente de devoción, como lo es la estampa de la Virgen de la Luz, venerada en la capilla del Colegio Imperial (1763), de la que existe ejemplar en el Museo de Historia de Madrid, o las de San Isidro labrador con santa María de la Cabeza y del Señor San Dámaso Papa, grabadas por dibujo propio y fechadas en 1768, dedicadas a la Real Congregación de Naturales Seglares de Madrid, de donde se afirmaba que era el santo papa del siglo IV, a las que apenas cabe agregar una imagen de la Virgen con el Niño, estampa que encabeza La hermosura sin lunar: qual es la del alma y cuerpo de María Santísima [...] escrita en estancias de canción real y según la reveló la señora a su sierva la M. María de Jesús de Agreda, del jesuita Joaquín Navarro (Madrid por Joaquín de Ibarra, 1762) y el retrato del jesuita cordobés Juan de Santiago, promotor del Triunfo de San Rafael de la plaza de la Compañía.